# Sidestrand
Sidestrand – wieś i civil parish w Anglii, w Norfolk, w dystrykcie North Norfolk. W 2001 civil parish liczyła 83 mieszkańców. Sidestrand jest wspomniana w Domesday Book (1086) jako Sistran.